# ローズマリー・バンクス

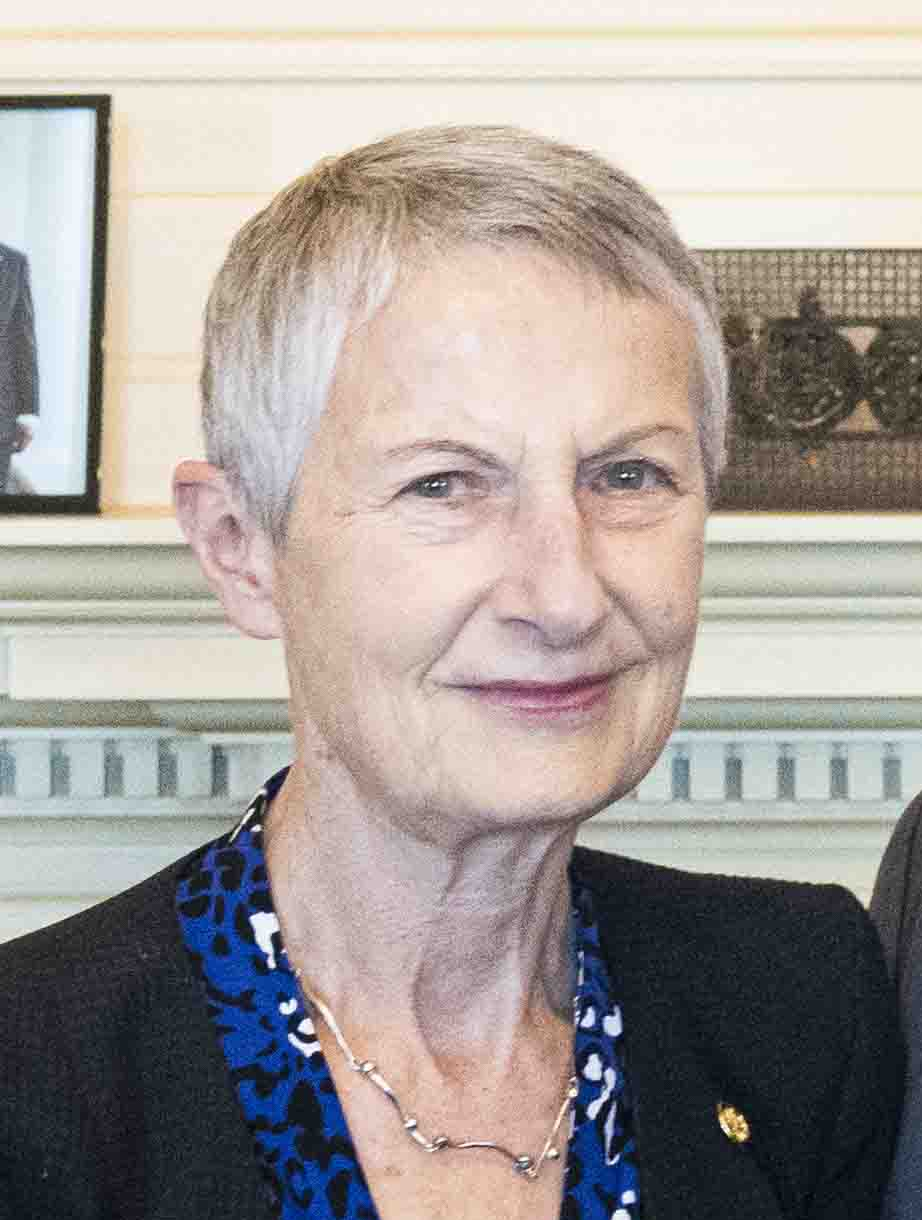
ローズマリー・バンクス（2024年）

ローズマリー・バンクス（Rosemary Banks, 1951年 - ）は、ニュージーランドの外交官。

## 来歴
クライストチャーチ出身。カンタベリー大学で文学修士号（ロシア語専攻）を取得後、ロンドン・スクール・オブ・エコノミクスで理学修士号を取得。同校卒業後、外務省に入省。駐オーストラリア副高等弁務官、駐ソロモン諸島副高等弁務官などを歴任。2005年6月8日より国際連合ニュージーランド代表部特命全権大使（国連大使）。2009年に退任。
2019年1月にドナルド・トランプ米大統領に信任状を捧呈し、爾後、駐米大使を務めている。